# Cladocolea pringlei
Cladocolea pringlei är en tvåhjärtbladig växtart som beskrevs av Kuijt. Cladocolea pringlei ingår i släktet Cladocolea och familjen Loranthaceae. Inga underarter finns listade i Catalogue of Life.